# Émile George
Pour les articles homonymes, voir George.
Eustache Émile George, né à Ville-sur-Illon le 3 octobre 1830 et mort à Paris le 14 avril 1903, est un avocat et homme politique français. Il est préfet des Vosges pendant la guerre franco-allemande de 1870, puis député et sénateur des Vosges.

## Biographie
Émile George est le fils d'un notaire et fait ses études secondaires à Épinal avant de poursuivre à la Faculté de droit de Paris. Après avoir obtenu sa licence il s'inscrit au barreau d'Épinal en 1859. Il est membre de la loge maçonnique La Fraternité Vosgienne, initié le 10 décembre 1862 et maître le 12 mai 1867. Pendant la guerre de 1870, quand Sedan tomba le 4 septembre, ce républicain convaincu est nommé préfet par le Gouvernement provisoire. Prévenu par dépêche, il répondit:

« Je reçois votre dépêche me nommant préfet du département. Je suis malade, ne pouvant sortir de mon lit avant plusieurs jours; ce qui me reste de force est au service de la Patrie. J'accepte le fardeau mais aussitôt que les circonstances le permettront veuillez m'en décharger... »

Il organise avec un groupe d'officiers de la place d'Épinal la défense et la résistance  de la ville face aux avancées allemandes.  La ville est envahie le 20 octobre; il réussit à quitter Épinal, transférant la préfecture à Xertigny puis à Neufchâteau avant de laisser la préfecture. Ainsi, il n'aura été préfet que du 6 septembre au 20 octobre 1870.
Il va ensuite à Lyon où il rassemble trois légion d'Alsace-Lorraine mais tombe malade et échappe à l'amputation de sa jambe, il prend alors congé. Il ne revient à Épinal que le 28 janvier 1871. 
Il est élu député le 8 février 1871. Il rédige à cette époque  un Projet de constitution républicaine (1871). Il donne sa démission le 11 mars car son département est en partie annexé mais la retire peu de temps après. Le 8 octobre 1871, il est élu Conseiller général d'Épinal, duquel il est réélu en 1877 et 1883 et ne se représente plus en 1889. Il est aussi membre du conseil municipal d'Épinal.
À l'Assemblée Nationale il est un partisan d'Adolphe Thiers et dépose une mention qui refuse la démission de celui-ci en 1873, qui n'est pas acceptée, puis il se présente aux sénatoriales. Il est élu sénateur en 1876 et réélu en 1882. En 1880 il est désigné Conseiller à la Cour des comptes dont il devient président de section. Après le vote d'incompatibilité parlementaire de 1884, il doit renoncer à se présenter au renouvellement sénatorial de 1889. À la Cour des comptes, il participe à la réforme des tarifs douaniers entre 1884 et 1891 ainsi qu'aux négociations de Berne pour les transports internationaux. Il conseille aussi le ministre de l'Agriculture pour les forêts, les eaux et les améliorations pastorales. 

## Décoration
- Officier de la Légion d'honneur (1898)
- Chevalier de la Légion d'honneur (1891)

## Sources
- Alphonse Cerfberr de Medelsheim, Biographie alsacienne-lorraine, A. Lemerre, 1879
- « Émile George », dans Adolphe Robert et Gaston Cougny, Dictionnaire des parlementaires français, Edgar Bourloton, 1889-1891 [détail de l’édition]
- Vincent Wright, Éric Anceau, Les préfets de Gambetta, vol.34, p. 56, ed. Presses Paris Sorbonne, 2007,  (ISBN 2840505045)
- Dictionnaire biographique des magistrats de la Cour des comptes, 1807-2007, ed. Documentation française, 2007
- Jean El Gammal, François Roth et Jean-Claude Delbreil, Dictionnaire des Parlementaires lorrains de la Troisième République, Serpenoise, 2006 (ISBN 2-87692-620-2 et 978-2-87692-620-2, OCLC 85885906, lire en ligne), p. 369-370